# Соленоидальное векторное поле

## Определение
Векторное поле {\displaystyle \mathbf {a} } называется соленоидальным, или трубчатым, если его поток через любую замкнутую ориентируемую (то есть двустороннюю) поверхность S равен нулю:
{\displaystyle \int \limits _{S}\mathbf {a} \cdot \mathbf {n} \,dS=0},
где {\displaystyle \mathbf {n} } — непрерывное поле единичных векторов нормали. В силу формулы Кельвина — Стокса, соленоидально всякое поле, являющееся ротором (вихрем) некоторого другого поля {\displaystyle \mathbf {b} }, то есть {\displaystyle \mathbf {a} =\mathrm {rot} \,\mathbf {b} =\nabla \times \mathbf {b} }. При этом векторное поле {\displaystyle \mathbf {b} } называют векторным потенциалом поля {\displaystyle \mathbf {a} }.
Если поток поля через любую замкнутую поверхность S, составляющую полную границу некоторого тела в заданной области, равен нулю, то, в силу теоремы Гаусса — Остроградского,  равна нулю дивергенция векторного поля {\displaystyle \mathbf {a} }:
{\displaystyle \mathrm {div} \,\mathbf {a} \equiv \nabla \cdot \mathbf {a} =0}
всюду в этой области (подразумевается, что дивергенция всюду в этой области существует), то есть соленоидальное поле бездивергентно.
Обратное не всегда верно (верно лишь локально). Если область содержит пустоты (полости), то бездивергентное поле может не быть соленоидальным. Примером может служить поле {\displaystyle \mathbf {F} (\mathbf {r} )=-C{\frac {\mathbf {r} }{\;|\mathbf {r} |^{3}}}} в области {\displaystyle \mathbb {R} ^{3}\setminus \{0\}}, являющееся градиентом ньютоновского потенциала {\displaystyle U(\mathbf {r} )={\frac {C}{|\mathbf {r} |}}}.
Таковы гравитационное поле, вызванное точечной массой {\displaystyle M} в начале координат (тогда {\displaystyle C=-GM}, где {\displaystyle G} — гравитационная постоянная), а также поле точечного электрического заряда. Ньютоновское поле не соленоидально, так как его поток через сферу {\displaystyle |\mathbf {r} |=R}, равный {\displaystyle -4\pi {}C}, отличен от нуля. В то же время, {\displaystyle \mathrm {div} \,\mathbf {F} =0} (единственный источник поля не находится в области).
Иначе говоря, если поле является вихревым (соленоидальным), то оно не имеет источников. Силовые линии такого поля не имеют ни начала, ни конца и являются замкнутыми. Вихревое поле порождается не покоящимися зарядами (источниками), а изменением другого связанного с ним поля (например, для электрического поля порождается изменением магнитного). Поскольку в природе не существует магнитных зарядов,  магнитное поле всегда является вихревым, и его силовые линии всегда замкнуты. Силовые линии постоянного магнита хотя и выходят из его полюсов (словно имеют источники внутри), на самом деле замыкаются внутри магнита. Поэтому, разрезав магнит надвое, не удастся получить два отдельных магнитных полюса.

## Примеры
- Поле вектора магнитной индукции (следует из уравнений Максвелла, а конкретнее — из теоремы Гаусса для магнитного поля).
- Поле скорости несжимаемой жидкости (следует из уравнения неразрывности при {\displaystyle \partial \rho /\partial t=0}).
- Электрическое поле в областях, где отсутствуют источники (заряды). Для соленоидальности поля E необходимо отсутствие (или взаимная компенсация) свободных и связанных зарядов. Для соленоидальности D достаточно отсутствия только свободных зарядов.
- Поле вектора плотности тока соленоидально при отсутствии изменения плотности заряда со временем (тогда соленоидальность плотности тока следует из уравнения непрерывности).

## Этимология
Слово соленоидальный происходит от греческого соленоид (σωληνοειδές), означающее «трубообразно» или «как в трубе», содержащего слово σωλην - труба. В данном контексте это означает фиксацию объема для модели текущей жидкости, отсутствие источников и стоков (как при течении в трубе, где новая жидкость не появляется и не пропадает).